# Melolobium macrocalyx
Melolobium macrocalyx là một loài thực vật có hoa trong họ Đậu. Loài này được Dummer miêu tả khoa học đầu tiên.